# Liste des sites mégalithiques en Catalogne
Cette liste non exhaustive recense les principaux sites mégalithiques en Catalogne, en Espagne.

## Cartographie
Localisation des principaux sites mégalithiques en Catalogne
| : Complexes mégalithiques · : Alignements, henges, cromlechs · : Dolmens, menhirs, tumulus, cairns · |

## Liste
| Site                                                | Commune                                     | Notes                                                             | Coordonnées                                                                         | Image         |
| --------------------------------------------------- | ------------------------------------------- | ----------------------------------------------------------------- | ----------------------------------------------------------------------------------- | ------------- |
| Dolmen de Matacoix                                  | Abella de la Conca                          |                                                                   | 42° 11′ 10″ N, 1° 08′ 15″ E                                                         |               |
| Dolmen de Can Serragallarda                         | Aguilar de Segarra                          |                                                                   | 41° 44′ 40″ N, 1° 35′ 38″ E                                                         |               |
| Dolmen dels Boixadors                               | Aguilar de Segarra                          | autre nom Tomba del General Carlista                              | 41° 46′ 10″ N, 1° 35′ 35″ E                                                         |               |
| Menhir de Cal Giralt                                | Aguilar de Segarra                          |                                                                   | 41° 44′ 28″ N, 1° 36′ 49″ E                                                         |               |
| Dolmen de la Barraca del Lladre                     | Agullana                                    |                                                                   | 42° 23′ 13″ N, 2° 53′ 33″ E                                                         |               |
| Dolmen de la Jaça d'en Torrent                      | Agullana                                    |                                                                   | 42° 23′ 23″ N, 2° 53′ 22″ E                                                         |               |
| Dolmen Rocalba                                      | Agullana                                    |                                                                   | 42° 24′ 46″ N, 2° 51′ 42″ E                                                         | uppright=0.75 |
| Menhir de Can Puig                                  | Agullana                                    |                                                                   | 42° 24′ 11″ N, 2° 50′ 30″ E                                                         |               |
| Menhir dels Palaus                                  | Agullana                                    |                                                                   | 42° 24′ 05″ N, 2° 52′ 25″ E                                                         | uppright=0.75 |
| Menhir de Roc del Frare                             | Agullana                                    | autre nom Pedra dreta d'Agullana                                  | 42° 22′ 51″ N, 2° 50′ 44″ E                                                         |               |
| Dolmen de Casanova de Can Serra                     | Aiguafreda                                  |                                                                   | 41° 46′ 48″ N, 2° 16′ 09″ E                                                         |               |
| Dolmen de Costa de Can Brull                        | Aiguafreda                                  |                                                                   | 41° 47′ 10″ N, 2° 16′ 19″ E                                                         |               |
| Dolmen de Creu de Sastre                            | Aiguafreda                                  |                                                                   | 41° 46′ 50″ N, 2° 16′ 12″ E                                                         |               |
| Dolmen de Cruïlles                                  | Aiguafreda                                  |                                                                   | 41° 46′ 50″ N, 2° 15′ 39″ E                                                         |               |
| Dolmen de Serrat dels Moros                         | Aiguafreda                                  |                                                                   | 41° 46′ 55″ N, 2° 16′ 19″ E                                                         |               |
| Dolmen de Serrat de Puigventós                      | Aiguafreda                                  |                                                                   | 41° 47′ 22″ N, 2° 16′ 47″ E                                                         |               |
| Ciste du col de la Creu del Principi (de)           | Albanyà                                     |                                                                   | 42° 19′ 33″ N, 2° 37′ 24″ E                                                         |               |
| Dolmen de Paborde                                   | Alp                                         |                                                                   | 42° 20′ 39″ N, 1° 57′ 38″ E                                                         |               |
| Statues-menhirs de Reguers de Seró                  | Artesa de Segre                             |                                                                   | exposées au musée de Seró 41° 52′ 31″ N, 1° 06′ 31″ E                               | uppright=0.75 |
| Sépulture mégalithique de la Cabana de Perauba (ca) | Baix Pallars                                |                                                                   |                                                                                     | uppright=0.75 |
| Dolmen de Clot de la Tina                           | La Bisbal d'Empordà                         |                                                                   | 41° 55′ 09″ N, 3° 03′ 17″ E                                                         |               |
| Ciste de Solà de Bedós                              | Cabanelles                                  |                                                                   | 42° 16′ 59″ N, 2° 45′ 32″ E                                                         |               |
| Dolmen de Puig ses Forques (de)                     | Calonge i Sant Antoni                       |                                                                   | 41° 51′ 28″ N, 3° 06′ 29″ E                                                         | uppright=0.75 |
| Menhir de Puig ses Forques                          | Calonge i Sant Antoni                       |                                                                   | 41° 51′ 15″ N, 3° 08′ 07″ E                                                         | uppright=0.75 |
| Dolmen de Sant Amanç (ca)                           | Calders                                     |                                                                   | 41° 47′ 34″ N, 2° 00′ 43″ E                                                         |               |
| Dolmen du Puig d'Arques (de)                        | Calonge i Sant Antoni                       |                                                                   | 41° 53′ 21″ N, 2° 59′ 50″ E                                                         | uppright=0.75 |
| Menhir de can Mont (ca)                             | Calonge i Sant Antoni                       |                                                                   | 41° 51′ 51″ N, 3° 02′ 57″ E                                                         |               |
| Dolmen de Coma de Gall                              | Cantallops                                  |                                                                   | 42° 25′ 36″ N, 2° 56′ 55″ E                                                         |               |
| Dolmens du Coll de Medàs                            | Cantallops                                  | 4 dolmens                                                         | 42° 25′ 54″ N, 2° 56′ 28″ E                                                         | uppright=0.75 |
| Menhir de Les Llines                                | Cantallops                                  |                                                                   | 42° 23′ 58″ N, 2° 55′ 52″ E                                                         |               |
| Dolmen del Mirgoler                                 | Capmany                                     |                                                                   | 42° 23′ 06″ N, 2° 54′ 20″ E                                                         |               |
| Dolmen del Querafumat (de)                          | Capmany                                     |                                                                   | 42° 23′ 27″ N, 2° 55′ 14″ E                                                         | uppright=0.75 |
| Menhir del Querafumat                               | Capmany                                     |                                                                   | 42° 23′ 38″ N, 2° 54′ 40″ E                                                         |               |
| Menhir Vidal                                        | Capmany                                     |                                                                   | 42° 22′ 34″ N, 2° 53′ 57″ E                                                         |               |
| Menhirs Comanera                                    | Capmany                                     | 2 menhirs                                                         | 42° 22′ 36″ N, 2° 53′ 56″ E                                                         |               |
| Dolmen de Coma de Fontelles                         | Cardona                                     |                                                                   | 41° 53′ 17″ N, 1° 37′ 18″ E                                                         |               |
| Hemidolmen de Vinya del Giralt                      | Cardona                                     | renversé                                                          | 41° 54′ 00″ N, 1° 39′ 26″ E                                                         |               |
| Nécropole de Ceuró (ca)                             | Castellar de la Ribera                      | Trois cistes                                                      | 42° 00′ 55″ N, 1° 22′ 55″ E                                                         | uppright=0.75 |
| Dolmen de la Casa Nova (ca)                         | Castellcir                                  |                                                                   | 41° 47′ 02″ N, 2° 08′ 33″ E                                                         |               |
| Dolmen de la Clusella (ca)                          | Castellcir                                  |                                                                   | 41° 46′ 02″ N, 2° 02′ 43″ E                                                         |               |
| Dolmen de Santa Magdalena (ca)                      | Castellcir                                  |                                                                   | 41° 47′ 42″ N, 2° 03′ 42″ E                                                         |               |
| Dolmen du Trompo (ca)                               | Castellcir                                  |                                                                   | 41° 46′ 02″ N, 2° 02′ 43″ E                                                         |               |
| Dolmen du Mas Clamí (de)                            | Castellterçol                               |                                                                   | 41° 45′ 44″ N, 2° 05′ 41″ E                                                         |               |
| Menhir de Sant Sadurní (ca)                         | Cruïlles, Monells i Sant Sadurní de l'Heura |                                                                   |                                                                                     | uppright=0.75 |
| Dolmen de Puig Caneres                              | Darnius                                     |                                                                   | 42° 22′ 56″ N, 2° 48′ 16″ E                                                         |               |
| Dolmen de Ca l'Arenes                               | Dosrius                                     |                                                                   | 41° 37′ 36″ N, 2° 27′ 39″ E                                                         | uppright=0.75 |
| Dolmen d'Arreganyats (ca)                           | Espolla                                     |                                                                   | 42° 25′ 35″ N, 2° 59′ 25″ E                                                         | uppright=0.75 |
| Dolmen de la Cabana Arqueta                         | Espolla                                     |                                                                   | 42° 23′ 05″ N, 2° 59′ 17″ E                                                         | uppright=0.75 |
| Dolmen de la Font del Roure (ca)                    | Espolla                                     |                                                                   | 42° 26′ 22″ N, 2° 58′ 54″ E                                                         | uppright=0.75 |
| Dolmen de la Gutina/Puig del Pal (ca)               | Espolla                                     |                                                                   | 42° 23′ 43″ N, 2° 59′ 08″ E                                                         |               |
| Dolmen de les Morelles (ca)                         | Espolla                                     |                                                                   | 42° 25′ 36″ N, 2° 59′ 27″ E                                                         |               |
| Dolmen dels Cantons (ca)                            | Espolla                                     | autre nom Dolmen de Llipoters                                     | 42° 26′ 09″ N, 2° 59′ 13″ E                                                         |               |
| Dolmen de Mas Girarols I (ca)                       | Espolla                                     |                                                                   | 42° 25′ 07″ N, 3° 00′ 56″ E                                                         | uppright=0.75 |
| Dolmen de Mas Girarols II (ca)                      | Espolla                                     |                                                                   | 42° 25′ 09″ N, 3° 00′ 57″ E                                                         | uppright=0.75 |
| Dolmen du Barranc (es)                              | Espolla                                     |                                                                   | 42° 24′ 32″ N, 3° 00′ 58″ E                                                         | uppright=0.75 |
| Dolmen de Puig Balaguer (ca)                        | Espolla                                     |                                                                   | 42° 25′ 25″ N, 3° 00′ 47″ E                                                         | uppright=0.75 |
| Dolmen du Mas Gamarús (ca)                          | Espolla                                     |                                                                   | 42° 27′ 32″ N, 3° 00′ 26″ E                                                         |               |
| Menhir du Castellà (ca)                             | Espolla                                     |                                                                   | 42° 24′ 44″ N, 2° 58′ 46″ E                                                         |               |
| Dolmen de Betlem (ca)                               | Fonollosa                                   |                                                                   | 41° 46′ 47″ N, 1° 42′ 45″ E                                                         | uppright=0.75 |
| Dolmen de la Carena Joanet-Vidal                    | Forallac                                    |                                                                   | 41° 55′ 28″ N, 3° 05′ 28″ E                                                         |               |
| Dolmen de la Roca de la Gla                         | Forallac                                    |                                                                   | 41° 55′ 00″ N, 3° 05′ 52″ E                                                         |               |
| Dolmen de la Serra d'en Calç                        | Forallac                                    |                                                                   | 41° 55′ 08″ N, 3° 05′ 09″ E                                                         |               |
| Dolmen del Doctor Pericot                           | Forallac                                    |                                                                   | 41° 55′ 31″ N, 3° 04′ 36″ E                                                         |               |
| Dolmen del Llobinar                                 | Forallac                                    |                                                                   | 41° 54′ 18″ N, 3° 05′ 01″ E                                                         |               |
| Dolmen del Lloser                                   | Forallac                                    |                                                                   | 41° 55′ 18″ N, 3° 04′ 39″ E                                                         |               |
| Dolmen dels Tres Peus                               | Forallac                                    |                                                                   | 41° 55′ 05″ N, 3° 05′ 10″ E                                                         |               |
| Dolmen de Serra Mitjana                             | Forallac                                    |                                                                   | 41° 55′ 10″ N, 3° 05′ 40″ E                                                         |               |
| Dolmen des Tres Caires                              | Forallac                                    |                                                                   | 41° 55′ 01″ N, 3° 04′ 53″ E                                                         |               |
| Menhir de Fitor                                     | Forallac                                    |                                                                   | 41° 55′ 05″ N, 3° 05′ 10″ E                                                         |               |
| Pedra Dreta de les Tres Finques                     | Forallac                                    |                                                                   | 41° 55′ 09″ N, 3° 05′ 05″ E                                                         |               |
| Taula dels Tres Pagesos                             | Forallac                                    |                                                                   | 41° 54′ 41″ N, 3° 03′ 59″ E                                                         |               |
| Statue-menhir de Ca l'Estrada                       | Granollers                                  |                                                                   | exposée au musée de Granollers                                                      | uppright=0.75 |
| Dolmen dels Estanys I                               | La Jonquera                                 |                                                                   | 42° 23′ 47″ N, 2° 54′ 19″ E                                                         | uppright=0.75 |
| Dolmen dels Estanys II                              | La Jonquera                                 |                                                                   | 42° 23′ 43″ N, 2° 54′ 23″ E                                                         | uppright=0.75 |
| Dolmen dels Estanys III                             | La Jonquera                                 |                                                                   | 42° 23′ 59″ N, 2° 54′ 12″ E                                                         | uppright=0.75 |
| Dolmen et menhir dels Planers de la Serafina        | La Jonquera                                 |                                                                   | 42° 25′ 38″ N, 2° 51′ 07″ E                                                         |               |
| Dolmens del Mas Baleta                              | La Jonquera                                 | 3 dolmens                                                         | 42° 24′ 05″ N, 2° 54′ 54″ E 42° 24′ 01″ N, 2° 54′ 51″ E 42° 24′ 00″ N, 2° 54′ 49″ E |               |
| Menhir del Puig de la Losa                          | La Jonquera                                 |                                                                   | 42° 24′ 12″ N, 2° 54′ 47″ E                                                         |               |
| Menhirs dels Estanys                                | La Jonquera                                 | 2 menhirs                                                         | 42° 23′ 39″ N, 2° 54′ 21″ E 42° 23′ 38″ N, 2° 54′ 27″ E                             | uppright=0.75 |
| Menhir d'en Llach (ca)                              | Llagostera                                  |                                                                   | 41° 45′ 33″ N, 2° 56′ 06″ E                                                         | uppright=0.75 |
| Dolmen de Pedrarca (ca)                             | Llinars del Vallès                          |                                                                   | 41° 39′ 06″ N, 2° 26′ 06″ E                                                         | uppright=0.75 |
| Dolmen de Can Vinyes                                | Maçanet de Cabrenys                         | autre nom Dolmen de Can Lleona                                    | 42° 23′ 21″ N, 2° 46′ 23″ E                                                         |               |
| Dolmen de Can Gurri (ca)                            | Martorelles                                 |                                                                   | 41° 30′ 59″ N, 2° 16′ 51″ E                                                         | uppright=0.75 |
| Dolmen de Castellruf (ca)                           | Martorelles                                 |                                                                   | 41° 30′ 47″ N, 2° 16′ 01″ E                                                         | uppright=0.75 |
| Statue-menhir de Mollet                             | Mollet del Vallès                           |                                                                   | 41° 32′ 15″ N, 2° 12′ 35″ E                                                         | uppright=0.75 |
| Dolmen de Trullars (ca)                             | Monistrol de Calders                        |                                                                   | 41° 44′ 41″ N, 2° 02′ 05″ E                                                         | uppright=0.75 |
| Estela de la Calma (ca)                             | Montseny                                    |                                                                   | conservée au musée ethnologique du Montseny                                         | uppright=0.75 |
| Dolmen de Can Miseries                              | Navès (Catalogne)                           |                                                                   | 42° 05′ 54″ N, 1° 36′ 38″ E                                                         |               |
| Tomba del Moro de Peà                               | Navès (Catalogne)                           |                                                                   | 42° 03′ 47″ N, 1° 35′ 00″ E                                                         |               |
| Dolmen de Can Mina dels Torrents (ca)               | Palafrugell                                 |                                                                   | 41° 54′ 12″ N, 3° 11′ 27″ E                                                         | uppright=0.75 |
| Dolmen del Rec de Mas Ventós                        | Palau-saverdera                             |                                                                   | 42° 19′ 13″ N, 3° 08′ 48″ E                                                         |               |
| Dolmen de les Closes (ca)                           | Porqueres                                   |                                                                   | 42° 05′ 54″ N, 2° 43′ 56″ E                                                         | uppright=0.75 |
| Dolmen du Coll de la Farella                        | Portbou                                     | Ce dolmen se trouve sur la frontière entre l'Espagne et la France | 42° 26′ 06″ N, 3° 07′ 47″ E                                                         | uppright=0.75 |
| Dolmen du Pic de l'Aliga n°2                        | Portbou                                     |                                                                   | 42° 25′ 42″ N, 3° 07′ 45″ E                                                         |               |
| Dolmen du Plà de Ras                                | Portbou                                     |                                                                   | 42° 25′ 54″ N, 3° 06′ 29″ E                                                         |               |
| Menhir de Taravaus                                  | Portbou                                     |                                                                   | 42° 25′ 38″ N, 3° 06′ 35″ E                                                         |               |
| Dolmen de Mores Altes (de)                          | El Port de la Selva                         |                                                                   | 42° 19′ 57″ N, 3° 11′ 01″ E                                                         |               |
| Paradolmen de la Pallera (de)                       | El Port de la Selva                         |                                                                   | 42° 19′ 49″ N, 3° 09′ 25″ E                                                         |               |
| Dolmen de la Cabanyota                              | Querol                                      |                                                                   | 41° 23′ 34″ N, 1° 28′ 26″ E                                                         |               |
| Dolmen de Mas Pla                                   | Querol                                      | autre nom dolmen de Valldossera                                   | 41° 23′ 45″ N, 1° 27′ 22″ E                                                         |               |
| Dolmen de Dofines (ca)                              | Rabós                                       |                                                                   | 42° 24′ 18″ N, 3° 04′ 36″ E                                                         | uppright=0.75 |
| Dolmen de la Coma de Felis (ca)                     | Rabós                                       |                                                                   | 42° 24′ 02″ N, 3° 02′ 03″ E                                                         |               |
| Dolmen de les Comes Llobes dels Pils                | Rabós                                       |                                                                   | 42° 26′ 10″ N, 3° 03′ 06″ E                                                         | uppright=0.75 |
| Dolmen du Solar d'en Gibert (ca)                    | Rabós                                       |                                                                   | 42° 25′ 35″ N, 3° 02′ 21″ E                                                         | uppright=0.75 |
| Menhir du Mas Roqué (ca)                            | Rabós                                       |                                                                   | 42° 24′ 10″ N, 3° 02′ 51″ E                                                         | uppright=0.75 |
| Menhir de Gangolells                                | Riner                                       |                                                                   | 41° 53′ 55″ N, 1° 32′ 16″ E                                                         |               |
| Cromlech de Pins Rosers (ca)                        | La Roca del Vallès                          |                                                                   | 41° 37′ 15″ N, 2° 21′ 46″ E                                                         |               |
| Dolmen de Can Gol II (ca)                           | La Roca del Vallès                          |                                                                   | 41° 33′ 54″ N, 2° 19′ 05″ E                                                         |               |
| Dolmen de Can Gol I (ca)                            | La Roca del Vallès                          |                                                                   | 41° 33′ 55″ N, 2° 18′ 55″ E                                                         |               |
| Dolmen de Can Planes (ca)                           | La Roca del Vallès                          |                                                                   | 41° 35′ 10″ N, 2° 20′ 26″ E                                                         | uppright=0.75 |
| Dolmen de Céllecs (ca)                              | La Roca del Vallès                          |                                                                   | 41° 33′ 42″ N, 2° 20′ 13″ E                                                         | uppright=0.75 |
| Dolmen du Cap de l'Home (de)                        | Roses                                       |                                                                   | 42° 15′ 53″ N, 3° 11′ 23″ E                                                         | uppright=0.75 |
| Ciste de la Casa Cremada                            | Roses                                       |                                                                   | 42° 15′ 43″ N, 3° 11′ 49″ E                                                         |               |
| Dolmen de la Casa Cremada                           | Roses                                       |                                                                   | 41° 51′ 55″ N, 1° 33′ 23″ E                                                         |               |
| Dolmen de la Creu d'en Cobertella                   | Roses                                       |                                                                   | 42° 15′ 25″ N, 3° 11′ 50″ E                                                         | uppright=0.75 |
| Dolmen du Puig Saquera                              | Roses                                       |                                                                   | 42° 17′ 52″ N, 3° 10′ 49″ E                                                         |               |
| Llit de la Generala (de)                            | Roses                                       |                                                                   | 42° 15′ 53″ N, 3° 11′ 23″ E                                                         | uppright=0.75 |
| Menhirs de la Casa Cremada (de)                     | Roses                                       | 3 menhirs                                                         | 42° 15′ 52″ N, 3° 11′ 42″ E 42° 15′ 42″ N, 3° 11′ 43″ E 42° 15′ 37″ N, 3° 11′ 37″ E |               |
| Dolmen dels Tres Reis (ca)                          | Rubió                                       |                                                                   | 41° 41′ 06″ N, 1° 34′ 48″ E                                                         | uppright=0.75 |
| Sepulcre Megalític de les Maioles (ca)              | Rubió                                       |                                                                   | 41° 40′ 00″ N, 1° 35′ 40″ E                                                         | uppright=0.75 |
| Dolmen de Molers (ca)                               | Saldes                                      |                                                                   | 42° 13′ 46″ N, 1° 45′ 44″ E                                                         | uppright=0.75 |
| Dolmen dels Plans de Ferran (ca)                    | Santa Coloma de Queralt                     |                                                                   | 41° 34′ 09″ N, 1° 27′ 13″ E                                                         | uppright=0.75 |
| Cova d'en Daina (ca)                                | Santa Cristina d'Aro                        |                                                                   | 41° 51′ 24″ N, 2° 59′ 28″ E                                                         | uppright=0.75 |
| Dolmen du Mas Bou-Serenys (de)                      | Santa Cristina d'Aro                        |                                                                   | 41° 49′ 54″ N, 2° 59′ 48″ E                                                         |               |
| Menhir de la Murtra (Santa Cristina d'Aro) (ca)     | Santa Cristina d'Aro                        |                                                                   |                                                                                     | uppright=0.75 |
| Dolmen de Castellruf (ca)                           | Santa Maria de Martorelles                  |                                                                   | 41° 31′ 09″ N, 2° 15′ 14″ E                                                         | uppright=0.75 |
| Pedra del Diable (ca)                               | Santa Pau                                   |                                                                   | 42° 09′ 08″ N, 2° 35′ 52″ E                                                         |               |
| Dolmen de Fontanilles (ca)                          | Sant Climent Sescebes                       |                                                                   | 42° 24′ 35″ N, 2° 58′ 02″ E                                                         | uppright=0.75 |
| Dolmen de la Gutina                                 | Sant Climent Sescebes                       |                                                                   | 42° 23′ 47″ N, 2° 58′ 50″ E                                                         | uppright=0.75 |
| Dolmen de la Portadella d'en Massot                 | Sant Climent Sescebes                       |                                                                   | 42° 25′ 47″ N, 2° 57′ 35″ E                                                         |               |
| Dolmen des Closes (ca)                              | Sant Climent Sescebes                       |                                                                   | 42° 22′ 47″ N, 2° 57′ 14″ E                                                         |               |
| Dolmen de Tires Llargues (ca)                       | Sant Climent Sescebes                       |                                                                   | 42° 23′ 41″ N, 2° 58′ 43″ E                                                         |               |
| Dolmen du Prat Tancat (ca)                          | Sant Climent Sescebes                       |                                                                   | 42° 23′ 22″ N, 2° 58′ 55″ E                                                         | uppright=0.75 |
| Menhir de la Murtra (ca)                            | Sant Climent Sescebes                       | autre nom Pedra Gentil                                            | 42° 24′ 09″ N, 2° 58′ 40″ E                                                         | uppright=0.75 |
| Menhir de Vilartolí (ca)                            | Sant Climent Sescebes                       |                                                                   | 42° 23′ 46″ N, 2° 57′ 46″ E                                                         | uppright=0.75 |
| Salt d'en Peió (ca)                                 | Sant Climent Sescebes                       |                                                                   | 42° 25′ 02″ N, 2° 58′ 15″ E                                                         |               |
| Dolmen de la Cabana                                 | Sant Mateu de Bages                         |                                                                   | 41° 49′ 01″ N, 1° 37′ 07″ E                                                         |               |
| Dolmen de les Esmoladores                           | Sant Mateu de Bages                         |                                                                   | 41° 46′ 25″ N, 1° 36′ 53″ E                                                         |               |
| Dolmen del Mas                                      | Sarroca de Bellera                          |                                                                   | 42° 20′ 33″ N, 0° 54′ 51″ E                                                         | uppright=0.75 |
| Dolmen de Quindals                                  | La Selva de Mar                             | autre nom Dolmen del Pla d'Estar                                  | 42° 18′ 41″ N, 3° 10′ 39″ E                                                         |               |
| Taula des Lladres (de)                              | La Selva de Mar                             |                                                                   | 42° 19′ 50″ N, 3° 11′ 21″ E                                                         | uppright=0.75 |
| Cabana del Moro (ca)                                | Senterada                                   |                                                                   | 42° 17′ 48″ N, 0° 57′ 40″ E                                                         |               |
| La Casa Encantada (ca)                              | Senterada                                   |                                                                   | 42° 20′ 36″ N, 0° 53′ 27″ E                                                         | uppright=0.75 |
| Dolmen de Sant Roc (ca)                             | Senterada                                   |                                                                   | 42° 19′ 02″ N, 0° 54′ 04″ E                                                         |               |
| Dolmen de Llanera (ca)                              | Torà                                        |                                                                   | 41° 53′ 55″ N, 1° 28′ 33″ E                                                         | uppright=0.75 |
| Dolmen de la Cabaneta (ca)                          | La Torre de Cabdella                        |                                                                   | 42° 21′ 13″ N, 0° 59′ 43″ E                                                         | uppright=0.75 |
| Dolmen du Cementiri dels Moros (ca)                 | Torrent                                     |                                                                   | 41° 57′ 39″ N, 3° 06′ 59″ E                                                         | uppright=0.75 |
| Paradolmen d'en Garcia                              | Tossa de Mar                                |                                                                   | 41° 45′ 07″ N, 2° 55′ 42″ E                                                         | uppright=0.75 |
| Paradolmen de Ses Rates (de)                        | Tossa de Mar                                |                                                                   | 41° 45′ 02″ N, 2° 55′ 11″ E                                                         | uppright=0.75 |
| Pedra Sobre Altra (ca)                              | Tossa de Mar                                |                                                                   | 41° 45′ 38″ N, 2° 56′ 25″ E                                                         | uppright=0.75 |
| Pedra Gentil (ca)                                   | Vallgorguina                                |                                                                   | 41° 39′ 07″ N, 2° 29′ 13″ E                                                         | uppright=0.75 |
| Roca Foradada de Vallromanes (ca)                   | Vallromanes                                 |                                                                   |                                                                                     | uppright=0.75 |
| Dolmen de Biscarbó (ca)                             | Les Valls d'Aguilar                         |                                                                   | 42° 20′ 39″ N, 1° 13′ 29″ E                                                         |               |
| Espluga de la bruixa (ca)                           | La Vansa i Fórnols                          |                                                                   | 42° 13′ 13″ N, 1° 29′ 04″ E                                                         | uppright=0.75 |
| Peira Hicada                                        | Vielha e Mijaran                            |                                                                   | 42° 43′ 46″ N, 0° 57′ 52″ E                                                         |               |
| Dolmen de la Verneda                                | Vilabertran                                 |                                                                   | 42° 23′ 31″ N, 2° 55′ 45″ E                                                         |               |
| Dolmen Carena (de)                                  | Vilajuïga                                   |                                                                   | 42° 19′ 52″ N, 3° 07′ 35″ E                                                         |               |
| Dolmen de la Talaia                                 | Vilajuïga                                   |                                                                   | 42° 19′ 51″ N, 3° 07′ 30″ E                                                         | uppright=0.75 |
| Dolmen del Barranc                                  | Vilajuïga                                   |                                                                   | 42° 19′ 48″ N, 3° 07′ 36″ E                                                         |               |
| Dolmen de les Ruïnes                                | Vilajuïga                                   |                                                                   | 42° 19′ 52″ N, 3° 07′ 33″ E                                                         | uppright=0.75 |
| Dolmen del Garrollar                                | Vilajuïga                                   |                                                                   | 42° 19′ 49″ N, 3° 07′ 21″ E                                                         | uppright=0.75 |
| Dolmen de Vinyes Mortes (de)                        | Vilajuïga                                   |                                                                   | 42° 19′ 48″ N, 3° 08′ 02″ E                                                         | uppright=0.75 |
| Dolmen Vinya del Rei                                | Vilajuïga                                   |                                                                   | 42° 19′ 34″ N, 3° 09′ 05″ E                                                         | uppright=0.75 |
| Dolmens de Caigut                                   | Vilajuïga                                   | 2 dolmens                                                         | 42° 19′ 48″ N, 3° 07′ 44″ E 42° 19′ 49″ N, 3° 07′ 49″ E                             |               |
| Dolmen Fals de Can Maimó (ca)                       | Vilanova del Vallès                         |                                                                   |                                                                                     |               |
| Roca Foradada de Can Gol (ca)                       | Vilanova del Vallès                         |                                                                   |                                                                                     | uppright=0.75 |
| Roca Foradada de Can Nadal (ca)                     | Vilanova del Vallès                         |                                                                   |                                                                                     | uppright=0.75 |
| Dolmen de Can Boquet (ca)                           | Vilassar de Dalt                            |                                                                   | 41° 31′ 56″ N, 2° 20′ 31″ E                                                         | uppright=0.75 |
| Menhir de Cal Camat (ca)                            | Vilassar de Dalt                            |                                                                   |                                                                                     | uppright=0.75 |
| Menhir de la Pedra del Diable (ca)                  | Vilassar de Dalt                            |                                                                   |                                                                                     | uppright=0.75 |